# Saison 5 du Monde incroyable de Gumball
 (janvier 2018).
Si vous disposez d'ouvrages ou d'articles de référence ou si vous connaissez des sites web de qualité traitant du thème abordé ici, merci de compléter l'article en donnant les références utiles à sa vérifiabilité et en les liant à la section « Notes et références ».
Chronologie
Quatrième saison Sixième saison
La cinquième saison de la série d'animation britannico-américaine Le Monde incroyable de Gumball est originellement diffusée depuis le 8 décembre 2016 sur la chaîne télévisée américaine Cartoon Network. La saison se concentre sur les mésaventures de Gumball Watterson, un jeune chat anthropomorphe bleu de 12 ans, et de son frère adoptif, Darwin, un poisson rouge.

## Production

### Développpement
Le tournage de la cinquième saison commence le 3 mars 2016 et se termine le 12 mai 2017. Le 2 juin 2014, Cartoon Network annonce que la série avait été renouvelée pour une quatrième et une cinquième saison. 

### Miracle Star
Miracle Star (奇奇妙乐星 ; pinyin : Qí qímiào lè xīng) est une série d'animation pour enfants créée par l'entreprise alimentaire chinoise Sanyuan Foods pour promouvoir une marque de lait de chèvre homonyme. La série est surtout connue pour avoir plagié Le Monde incroyable de Gumball en imitant ses scènes, ses personnages et son style d'animation. Miracle Star raconte l'histoire d'une chèvre anthropomorphe nommée Miao Le Xing (appelée Kiki) et de sa grenouille parlante Gua-Gua (appelée Quack) qui vivent dans un appartement avec leurs parents,.
La série est diffusée de 2014 à 2017, avec un total de 12 épisodes diffusés avant d'être annulée en raison de critiques négatives. Le 167e épisode de Gumball, Les Imitateurs, aborde la question du plagiat.  

## Liste des épisodes
| No. épisode | No. dans la saison | Titres (français et original) | Scénario | Date de diffusion  | Date de diffusion |
| --- | ------------------ | ----------------------------- | --- | ------------------ | ----------------- |
| 157 | 1                  | Le Flashback The Rerun        | Ben Bocquelet, Joe Parham, Nathan Auerbach, Daniel Berg & Tobi Wilson                                                                         | 8 décembre 2016    | 14 janvier 2017   |
| Dans cette suite de Le Désastre la saison dernière, Gumball revient sur les événements de l'épisode précédent pour empêcher Rob de ruiner sa vie, mais quand il se venge finalement de Rob (après avoir causé une autre catastrophe au centre commercial), Gumball peut sauver Rob du Néant et inverser les événements avant qu'il ne disparaisse pour toujours ? Note 1: "Le Désastre" et "Le Flashback" sont les deuxièmes demi-heures de la série (même s'il s'agit d'épisodes distincts dans l'ordre des codes de production) Note 2: En France, c'est le dernier épisode mettant en vedette Arthur Dubois sous le nom de Gumball et le premier à présenter Sophie Pyronnet comme remplaçante. |                    |                               | |                    |                   |
| 158 | 2                  | Les Histoires The Stories     | Ben Bocquelet, Joe Parham, Tobi Wilson, Andrew Jones & Ciaran Murtagh                                                                         | 9 décembre 2016    | 14 janvier 2017   |
| Quand tout le monde à l'école en a eu avec les histoires ennuyeuses de Molly, Gumball et Darwin ont un plan pour lui donner une nouvelle histoire qu'elle n'oubliera jamais. Note: Cet épisode a été diffusé avant "Le Désastre" et "Le Flashback" à la télévision américaine, donc l'épisode de la saison quatre "L'Arnaque" peut être diffusé en cette saison comme épisode d'Halloween. |                    |                               | |                    |                   |
| 159 | 3                  | L'Ami The Guy                 | Ben Bocquelet, Joe Parham, Tobi Wilson, Joe Markham & John Sheerman                                                                           | 9 décembre 2016    | 15 janvier 2017   |
| Anaïs se lie d'amitié avec un enfant maladroit nommé Josh, mais Gumball et Darwin pensent qu'il y a quelque chose qui ne va pas chez lui. |                    |                               | |                    |                   |
| 160 | 4                  | L'Ennui The Boredom           | Ben Bocquelet, Louise Coats, Joe Parham, Tobi Wilson, Nathan Auerbach, Daniel Berg, James Hamilton, James Huntrods, Joe Markham & Jess Ransom | 12 décembre 2016   | 15 janvier 2017   |
| Un samedi après-midi ennuyeux, Gumball et Darwin décident de trouver quelque chose d'intéressant à faire - seulement pour passer à côté ou passer à côté de tous les événements étranges qui se passent autour d'eux. Note: Les personnages de Clarence, Regular Show et Oncle Grandpa font des apparitions en caméo. |                    |                               | |                    |                   |
| 161 | 5                  | La Vision The Vision          | Ben Bocquelet, Tobi Wilson, Joe Markham, John Sheerman, Joe Parham & Jess Ransom                                                              | 12 décembre 2016   | 21 janvier 2017   |
| Gumball prend accidentellement le sac de sport d'Alan le ballon et trouve un lecteur flash contenant un manifeste décrivant l'ascension du Château De Cartes d'Alan au conseil des élèves d'Elmore Junior High. |                    |                               | |                    |                   |
| 162 | 6                  | Les Choix The Choices         | Ben Bocquelet, Jon Foster, James Lamont, Tobi Wilson, Nathan Auerbach, Daniel Berg & Joe Parham                                               | 13 décembre 2016   | 21 janvier 2017   |
| Lors d'un dîner désastreux à la maison, Nicole revient sur son enfance, où elle a d'abord rencontré Richard en essayant de se rendre à un tournoi de karaté, et se demande comment serait la vie si elle ne le rencontrait jamais. |                    |                               | |                    |                   |
| 163 | 7                  | Le Code The Code              | Ben Bocquelet, Joe Parham, Tobi Wilson, Andrew Jones, Ciaran Murtagh, Joe Markham, Jess Ransom & John Sheerman                                | 13 décembre 2016   | 22 janvier 2017   |
| Après que le wifi soit tombé (et Richard confesse que leur connexion vient des Robinsons), Gumball et Darwin essaient de vivre sans Internet en faisant des équivalents réels de tout ce qui est lié à Internet (email, médias sociaux, jeux, produits et services). Cependant, Anaïs les informe que pour récupérer le Wi-Fi, ils doivent pirater le compte de M. Robinson. |                    |                               | |                    |                   |
| 164 | 8                  | Le Test The Test              | Ben Bocquelet, Joe Parham, Tobi Wilson, Nathan Auerbach, Daniel Berg, Joe Markham, Jess Ransom & John Sheerman                                | 14 décembre 2016   | 22 janvier 2017   |
| Gumball passe un test en ligne et est étiqueté comme un « perdant », alors il décide de garder toutes ses remarques sarcastiques... ce qui rend Gumball malade et transforme sa réalité en une sitcom familiale trop clichée mettant en vedette Tobias. Note: Pour le résultat du test en ligne, un « perdant » est seulement en version originale. En français, il est destitué comme « le raté ». |                    |                               | |                    |                   |
| 165 | 9                  | L'Application The Slide       | Ben Bocquelet, Tobi Wilson, James Hamilton, James Huntrods & Joe Parham                                                                       | 15 décembre 2016   | 28 janvier 2017   |
| Après avoir fermé les yeux avec la fille de ses rêves au centre commercial, Rocky obtient de l'aide de Gumball et Darwin pour la trouver sur une nouvelle application de rencontres. |                    |                               | |                    |                   |
| 166 | 10                 | La Faille The Loophole        | Ben Bocquelet, Joe Parham, Tobi Wilson, James Hamilton, James Huntrods & Joe Markham                                                          | 16 décembre 2016   | 28 janvier 2017   |
| Gumball et Darwin tentent d'apprendre à Bobert à aider les gens, mais il continue de prendre les choses à la lettre. Quand ils lui disent de protéger la vie à tout prix et d'arrêter tout danger potentiel, il décide d'éradiquer toute vie sur Terre. |                    |                               | |                    |                   |
| 167 | 11                 | Les Imitateurs The Copycats   | Ben Bocquelet, Tobi Wilson, James Hamilton, James Huntrods & Joe Markham                                                                      | 6 février 2017     | 8 mai 2017        |
| Gumball et Darwin rencontrent leurs homologues Doppelgänger, une chèvre nommée Chi Chi, et une grenouille nommée Ribbit, qui imitent tout ce qu'ils font. Bientôt, toute la famille, sauf Anaïs, affronte ses imitateurs en allant plus loin avec leurs cascades scandaleuses. Note 1: La famille arnaque chinoise est basée sur Miracle Star, une véritable arnaque chinoise du Monde incroyable de Gumball. Note 2: Aux Etats-Unis, c'est le dernier épisode mettant en vedette Jacob Hopkins et Terrell Ransom Jr. sous le nom de Gumball et Darwin et le premier à présenter Nicolas Cantu et Donielle Hansley, Jr. comme remplaçants.                                                         |                    |                               | |                    |                   |
| 168 | 12                 | La Pomme de Terre The Potato  | Mic Graves, Joe Markham, Jess Ransom, Andrew Jones, Ciaran Murtagh & Tobi Wilson                                                              | 7 février 2017     | 4 mai 2017        |
| Darwin arrête de manger des pommes de terre après avoir pensé que Idaho le hait de le faire. |                    |                               | |                    |                   |
| 169 | 13                 | L'Occasion The Fuss           | Ben Bocquelet, Joe Parham, Tobi Wilson, James Hamilton, James Huntrods & Joe Markham                                                          | 8 février 2017     | 1er mai 2017      |
| Nicole essaie, et échoue, de cacher sa colère et sa déception quand Richard et les enfants ne se souviennent pas de sa journée spéciale. Note: Aux Etats-Unis, cet épisode a Jacob Hopkins et Terrell Ransom, Jr. exprimant Gumball et Darwin (malgré l'aération après qu'ils ont été remplacés sur "Les Imitateurs"). Dans l'ordre de production, cet épisode devait être diffusé après "La Faille", mais avant "Les Imitateurs". |                    |                               | |                    |                   |
| 170 | 14                 | L'Extérieur The Outside       | Ben Bocquelet, Mic Graves, Tobi Wilson, James Hamilton, James Huntrods, Jess Ransom & Joe Markham                                             | 9 février 2017     | 7 mai 2017        |
| Lorsque la famille rend visite au père de Richard, Frankie, qui vit dans une caravane dans le dépotoir de la ville, ils supposent qu'il a passé du temps en prison en raison de son absence prolongée de la vie de Richard et tentent de le faire se sentir chez lui, une prison. |                    |                               | |                    |                   |
| 171 | 15                 | Le Vase The Vase              | Ben Bocquelet, Joe Parham, Tobi Wilson, Mic Graves, James Hamilton, James Huntrods, Joe Markham & Jess Ransom                                 | 13 février 2017    | 2 mai 2017        |
| Malade de cadeaux moche de Granny Jojo, Nicole encourage les enfants à prendre les choses en main et « accidentellement » casser son dernier vase hideux. |                    |                               | |                    |                   |
| 172 | 16                 | L'Entremetteur The Matchmaker | Ben Bocquelet, Mic Graves, Joe Parham, Tobi Wilson, Andrew Jones, Ciaran Murtagh, James Hamilton & Joe Markham                                | 14 février 2017    | 7 septembre 2017  |
| Gumball pense que Darwin est un amoureux de Teri l'ourson découpé sur papier, et enrôle Carrie le fantôme (qui a eu le béguin pour Darwin depuis "L'Arnaque") pour aider Darwin à tomber sur Teri. |                    |                               | |                    |                   |
| 173 | 17                 | La Boîte The Box              | Ben Bocquelet, Mic Graves, Joe Parham, Tobi Wilson, Brydie Lee-Kennedy, Joe Markham & James Hamilton                                          | 15 février 2017    | 6 septembre 2017  |
| Les Watterson reçoivent un paquet banalisé dans le courrier et se rendent fou en trouvant ce qui pourrait être à l'intérieur. |                    |                               | |                    |                   |
| 174 | 18                 | La Console The Console        | Ben Bocquelet, Tobi Wilson, Nathan Auerbach, Daniel Berg, Joe Markham & Joe Parham                                                            | 16 février 2017    | 6 mai 2017        |
| Gumball reçoit une console de jeu vidéo pour son anniversaire (tardif) qui transforme Elmore en un jeu de rôle japonais fantaisiste. |                    |                               | |                    |                   |
| 175 | 19                 | Les Skaters The Ollie         | Ben Bocquelet, Joe Parham, James Hamilton, James Huntrods, Joe Markham, Tim Mills, Simon Landrein & Tobi Wilson                               | 20 février 2017    | 3 mai 2017        |
| Gumball enseigne à Darwin tout ce qu'il sait sur le monde du skateboard - qui, dans ce cas, est un tas de mensonges et d'exagérations. Note: Aux Etats-Unis, cet épisode a été publié en ligne le 9 décembre 2016. |                    |                               | |                    |                   |
| 176 | 20                 | Le Profil The Catfish         | Ben Bocquelet, Joe Parham, Tobi Wilson, James Hamilton, James Huntrods, Jess Ransom & Joe Markham                                             | 21 février 2017    | 9 mai 2017        |
| Quand Gumball et Darwin réalisent Grand-père Louie n'a pas d'amis, ils en créent un appelé Muriel, quand Mamie Jojo découvre que Louie a passé du temps en ligne avec une autre « femme », elle est dévastée, et que Muriel n'existe pas ne l'empêchera pas d'être détruite. |                    |                               | |                    |                   |
| 177 | 21                 | Le Cycle The Cycle            | Ben Bocquelet, Joe Parham, Tobi Wilson, Andrew Jones, Ciaran Murtagh, James Hamilton & Jess Ransom                                            | 22 février 2017    | 4 septembre 2017  |
| Gumball, Darwin et Anaïs aident Richard à se venger du père de Tobias, Harold, qui l'a harcelé depuis qu'il l'a établi pour être le roi du bal au lycée. |                    |                               | |                    |                   |
| 178 | 22                 | Les Étoiles The Stars         | Ben Bocquelet, Mic Graves, Joe Parham, Tobi Wilson, Andrew Jones, Ciaran Murtagh & Joe Markham                                                | 23 février 2017    | 5 septembre 2017  |
| Quand Richard donne un mauvais commentaire à Larry le coiffeur pour lui avoir dit qu'il est chauve, on lui offre une coupe de cheveux gratuite. Cela inspire Gumball et Darwin à lancer une série de révisions et de cibles partout où Larry travaille (pratiquement partout dans Elmore), le forçant à leur donner des trucs avec la menace d'une mauvaise critique -- et tous les autres deviennent paranoïaques de dire ou de faire quelque chose dans la peur d'obtenir zéro étoiles. |                    |                               | |                    |                   |
| 179 | 23                 | Les Notes The Grades          | Ben Bocquelet, Joe Parham, Tobi Wilson, Andrew Jones, Ciaran Murtagh & James Hamilton                                                         | 27 février 2017    | 8 septembre 2017  |
| Mlle Simian découvre un test raté du passé de Gumball qui fait baisser sa moyenne et force Gumball à retourner à la maternelle. Cependant, avec Gumball rétrogradé, Mlle Simian s'est mise en danger d'être licenciée pour ne pas avoir assez d'étudiants, donc elle doit faire passer son dernier examen à Gumball par tous les moyens nécessaires. |                    |                               | |                    |                   |
| 180 | 24                 | Le Régime The Diet            | Ben Bocquelet, Mic Graves, Tobi Wilson, James Hamilton, James Huntrods, Jess Ransom, Joe Markham & Joe Parham                                 | 28 février 2017    | 9 septembre 2017  |
| Gumball et Darwin aident Richard à perdre du poids, mais sa nouvelle personnalité devient une douleur pour tout le monde autour de lui. |                    |                               | |                    |                   |
| 181 | 25                 | L'Ex The Ex                   | Ben Bocquelet, Mic Graves, Joe Parham, Tobi Wilson, Joe Markham, Jon Purkis, Tom Neenan & James Hamilton                                      | 1er mars 2017      | 10 septembre 2017 |
| Quand Gumball apprend que son ennemi juré, Rob le Cyclope (anciennement connu sous le nom de Dr. Fracasse), a trouvé un nouvel ennemi, Gumball essaie de saboter le nouveau "vaisseau ennemi" de Rob, à la grande frustration de Penny. Trivia: L'épisode de la série animée est diffusée le 18 décembre 2016 |                    |                               | |                    |                   |
| 182 | 26                 | Le Sorcier The Sorcerer       | Ben Bocquelet, Joe Parham, Tobi Wilson, Jack Bernhardt & Joe Markham                                                                          | 15 mars 2017       | 5 mai 2017        |
| Gumball refuse d'accepter qu'il est le seul enfant à l'école sans pouvoirs spéciaux et convainc Mme Jötunheim, la mère du géant Hector, de le prendre comme apprenti -- et finit par lâcher un géant, un troll Internet sur Elmore. |                    |                               | |                    |                   |
| 183 | 27                 | Le Menu The Menu              | Ben Bocquelet, James Hamilton, Tobi Wilson & James Huntrods                                                                                   | 6 mars 2017        | 12 septembre 2017 |
| Le joyau du menu secret de Au Bon Burger est un hamburger mystérieux, mais pour le commander, un client doit connaître son nom. Quand Larry refuse de dire aux Watterson comment s'appelle-t-il, Richard, Gumball et Darwin vont à des longueurs énormes pour le découvrir. |                    |                               | |                    |                   |
| 184 | 28                 | L'Oncle The Uncle             | Ben Bocquelet, Mic Graves, Joe Markham, Tobi Wilson, Jack Bernhardt, James Huntrods, & James Hamilton                                         | 4 mars 2017        | 12 septembre 2017 |
| Gumball essaie de devenir l'ami d'Ocho après qu'il croit que son oncle est le même Mario de la série de jeux vidéo Super Mario Bros. |                    |                               | |                    |                   |
| 185 | 29                 | La Tordue The Weirdo          | Ben Bocquelet, Mic Graves, James Hamilton, Joe Parham, Tobi Wilson, Andrew Jones, Ciaran Murtagh, Joe Markham & Jess Ransom                   | 8 mars 2017        | 11 septembre 2017 |
| Gumball et Darwin essayent d'aider Sussie la marionnette du menton à devenir moins bizarre après l'avoir vue se faire harceler... jusqu'à ce qu'ils apprennent ce que c'est que d'être elle en mettant ses yeux plastiques et googly. |                    |                               | |                    |                   |
| 186 | 30                 | Le Braquage The Heist         | Ben Bocquelet, Mic Graves, Tobi Wilson, Tom Neenan, Jon Purkis, James Hamilton & Joe Markham                                                  | 9 mars 2017        | 3 décembre 2017   |
| Une mésaventure avec un casque de moto conduit Richard avec 2 millions de dollars de la banque d'Elmore. Avec la police (incompétente) essayant de trouver le voleur, les Wattersons se chamaillent pour savoir si l'argent devrait être retourné (et tous sont confrontés à une peine perpétuelle pour vol de banque accidentel) ou s'ils devraient le dépenser. Note : En France, c'est le dernier épisode mettant en vedette Tim Belasri sous le nom de Darwin et le premier à présenter de Marie-line Landerwijn comme remplaçante. |                    |                               | |                    |                   |
| 187 | 31                 | Les Chansons The Singing      | Ben Bocquelet, Mic Graves, Tobi Wilson, Tom Neenan, Jon Purkis, James Hamilton & Joe Markham                                                  | 1er septembre 2017 | 12 décembre 2017  |
| Les gens d'Elmore apprécient une journée de chant, tandis que Nicole lance la pomme de douche qui a commencé le chant en premier lieu. Note: Ceci est le premier épisode de la série entière où Gumball n'est pas montré. |                    |                               | |                    |                   |
| 188 | 32                 | La Meilleure The Best         | Ben Bocquelet, Jess Ransom, Tobi Wilson, James Hamilton, James Huntrods, Joe Markham & Joe Parham                                             | 8 septembre 2017   | 24 novembre 2017  |
| Carmen agace continuellement Gumball en corrigeant ou en critiquant ses standards. Après avoir essayé et échoué à revenir sur elle, il découvre son passé en tant qu'étudiant troublant à Franklin Jr. High et tente de télécharger un clip de nouvelles de son arrestation / expulsion sur Elmore Stream-It. |                    |                               | |                    |                   |
| 189 | 33                 | Le Pire The Worst             | Ben Bocquelet, Tobi Wilson, Tom Neenan, Jon Purkis, James Hamilton, Joe Markham & Jess Ransom                                                 | 15 septembre 2017  | 25 novembre 2017  |
| Les Wattersons sont fâchés, croyant qu'ils ont le pire jour en raison de la discrimination fondée sur l'âge et le sexe. Ils décident donc de changer d'âge et de sexe pour savoir qui est le plus dur: hommes, femmes, adultes ou enfants. |                    |                               | |                    |                   |
| 190 | 34                 | La Grève The Deal             | Ben Bocquelet, Mic Graves, James Hamilton, Jess Ransom, Bec Hill, Jonathan Leigh Wright & Joe Markham                                         | 22 septembre 2017  | 27 novembre 2017  |
| Quand Nicole obtient finalement une augmentation et devient l'employé du mois, Richard se sent qu'il n'est pas apprécié pour être un père de rester à la maison. Mais quand il montre à Nicole ce qu'il fait pour que les enfants soient nourris, propres et prêts pour l'école et que Nicole l'appelle, Richard se met en grève et la maison va en pot quand les enfants deviennent des démons de Gremlins. |                    |                               | |                    |                   |
| 191 | 35                 | Les Pétales The Petals        | Ben Bocquelet, Jess Ransom, Tobi Wilson, James Hamilton, James Huntrods & Joe Markham                                                         | 29 septembre 2017  | 22 novembre 2017  |
| Quand Leslie la fleur commence à flétrir, Gumball et Darwin font ce qu'ils peuvent pour aider leur pote floral à être belle - et Leslie finit par courir peur lorsque Gumball révèle une solution macabre au problème de flétrissement de Leslie. |                    |                               | |                    |                   |
| 192 | 36                 | Les Marionnettes The Puppets  | Ben Bocquelet, Joseph Pelling, Rebeca Sloan, Louise Coats, James Hamilton, Tobi Wilson, Tom Neenan & Jon Purkis                               | 6 octobre 2017     | 20 novembre 2017  |
| Quand Gumball et Darwin retrouvent leurs marionnettes qu’ils allaient donner pour un vide grenier, Darwin veut se remettre à jouer avec elles. Mais quand il le fait, il semble être possédé. Gumball se retrouve forcé d’aller dans un monde qu’ils avaient imaginé étant plus jeunes pour le sauver. Note: Les marionnettes ont été jouées par This Is It (le collectif derrière la série YouTube Don't Hug Me I'm Scared) |                    |                               | |                    |                   |
| 193 | 37                 | Le Fléau The Nuisance         | Ben Bocquelet, Jess Ransom, Tobi Wilson, Jack Bernhardt, James Hamilton & Joe Markham                                                         | 13 octobre 2017    | 23 novembre 2017  |
| Les Watterson craignent le pire quand ils reçoivent une invitation à une réunion du maire d'Elmore qui leur "offre" une nouvelle maison dans un nouveau quartier dans un autre état de l'Ohio ... à moins qu'ils ne deviennent des citoyens modèles . Mais quand un citoyen modèle rend les Wattersons humains et que le maire révèle la vraie raison pour laquelle il veut se débarrasser des Wattersons, la famille doit faire ce qu'elle peut pour rendre Elmore peu attrayant pour les acheteurs potentiels. Cet épisode a été diffusé en Italie le 10 octobre 2017. |                    |                               | |                    |                   |
| 194 | 38                 | La Queue The Line             | Mic Graves, James Hamilton, Tobi Wilson, James Huntrods, Brydie Lee-Kennedy, Joe Markham & Jess Ransom                                        | 20 octobre 2017    | 28 novembre 2017  |
| Les Wattersons et tout Elmore font tout ce qu'il faut pour être les premiers à la nouvelle projection du drame spatial science-fiction de Star Wars, L’Odyssée des Etoiles: Le Revers de La Force. Cet épisode a été diffusé en Italie le 17 octobre 2017. |                    |                               | |                    |                   |
| 195 | 39                 | La Liste The List             | Ben Bocquelet, James Hamilton, Jess Ransom, Brydie Lee-Kennedy, Joe Markham, Joe Parham & Tobi Wilson                                         | 3 novembre 2017    | 12 décembre 2017  |
| Quand Gumball et Darwin découvrent que Nicole a dû abandonner ses objectifs de vie pour être une épouse et une mère, le duo décide de l'aider en faisant ses corvées... et finit par prendre la liste des buts qu'elle avait quand elle avait seize ans. Cet épisode est diffusé en Italie le 13 octobre et en Espagne le 26 octobre 2017. |                    |                               | |                    |                   |
| 196 | 40                 | Le Journal The News           | Ben Bocquelet, Joe Parham, Tobi Wilson, Nathan Auderbach & Daniel Berg                                                                        | 1er décembre 2017  | 31 décembre 2017  |
| Alors que Gumball et Darwin ne trouvent aucun programme qui les intéressent à la télévision, ils finissent par tombee sur le journal télévisé d’Elmore qu’ils décident de regarder pour passer le temps. |                    |                               | |                    |                   |